# غارث فيشر
غارث فيشر (بالإنجليزية: Garth Fisher)‏ هو مذيع أمريكي، ولد في 1 سبتمبر 1958 في مسيسيبي في الولايات المتحدة.

## وصلات خارجية
- غارث فيشر على موقع IMDb (الإنجليزية)
- غارث فيشر على موقع قاعدة بيانات الفيلم (الإنجليزية)